# Oligia modiola
Oligia modiola là một loài bướm đêm trong họ Noctuidae.